# 凤陵乡
凤陵乡，是中华人民共和国四川省眉山市仁寿县曾经下辖的一个乡。2019年12月，撤销凤陵乡，将其所属行政区域划归宝飞镇管辖。

## 行政区划
凤陵乡撤销前下辖以下地区：
坪园村、锦泉村、蓼叶村、东华村、龙马村、尖石村、九龙村、文兴村和天星村。